# EDHEC Business School
EDHEC Business School (École des hautes études commerciales du nord) is een Europese businessschool die over vijf campussen beschikt: in Parijs, Londen, Rijsel, Nice en Singapore. De school werd gesticht in 1906. De school maakt deel uit van de Katholieke Universiteit Rijsel.
In 2019 plaatste de Financial Times EDHEC als 15e in de rangschikking van European Business Schools. De MBA van EDHEC werd wereldwijd als 50e geklasseerd. De programma's van de school zijn geaccrediteerd door de drie internationale labels die de kwaliteit van de geboden opleidingen garanderen: AMBA, EQUIS en AACSB.